# Asediul Niceei (1331)
Asediul Niceei a fost un asediu otoman condus de sultanul Orhan I asupra orașului bizantin Niceea între 1328 și 1331. Asediul s-a soldat cu preluarea orașului de către turcii otomani. Aceasta a avut un rol important în expansiunea otomană.

## Cauze
În urma recuceririi Constantinopolului, bizantinii și-au concentrat eforturile în restabilirea posesiunilor lor din Grecia. Trupele au trebuit să fie mutate de pe frontul de est din Anatolia în Peloponez, cu consecințe dezastruoase deoarece teritoriile fostului Imperiul de la Niceea erau amenințate de raidurile otomane. Cu raiduri în creștere în frecvență și ferocitate, autoritatea imperială bizantină din Anatolia a scăzut.

## Asediul
Prin 1326, teritoriile din jurul Niceei au căzut în mâinile lui Osman I. A capturat, de asemenea, orașul Bursa, stabilind o capitală periculos de aproape de Constantinopol. În 1328, Orhan, fiul lui Osman I, a început asediul de la Niceea, care s-a găsit într-o blocadă intermitentă încă din 1301. Otomanii nu aveau capacitatea de a controla accesul în oraș din cauza portului de pe malul lacului. Ca urmare, asediul a durat mai mulți ani.
În 1329, împăratul Andronic al III-lea Paleologul a încercat să spargă asediul. A condus o forță pentru a-i îndepărta pe turci departe de Niceea, cât și de Nicomedia. După câteva succese minore, cu toate acestea, armata a suferit o înfrângere la Pelekanon și s-a retras. Când a devenit clar că nici o forță imperială nu ar fi capabil să restabilească frontiera și să-i oblige pe otomani să se retragă, orașul a căzut în 1331.

## Urmări
Niceea s-a mai aflat și în trecut sub dominația turcă. Aceasta a fost recucerită în timpul primei cruciade, mulțumită diplomației bizantine, în 1097. A devenit capitala a împăraților bizantini între 1204 și 1261, după cucerirea latină a Constantinopolului în cruciada a patra. Cucerirea turcă a continuat într-un ritm galopant, Nicomidia fiind ocupată în 1337.